# جيمي كلارك (لاعب غولف)
جيمي كلارك (بالإنجليزية: Jimmy Clark)‏ هو لاعب غولف أمريكي، ولد في 1922، وتوفي في 7 ديسمبر 2010.

## وصلات خارجية
- جيمي كلارك على موقع رابطة لاعبي الغولف المحترفين (الإنجليزية)